# آدم سكرودزكي
آدم سكرودزكي (مواليد 23 ديسمبر 1983) هو مبارز بالسيف بولندي، مثّل بلاده في الألعاب الأولمبية الصيفية 2012.

## روابط خارجية
آدم سكرودزكي على موقع الاتحاد الدولي للمبارزة (الإنجليزية)
- آدم سكرودزكي على موقع اللجنة الأولمبية الدولية (الإنجليزية)
- آدم سكرودزكي على موقع أوليمبيديا (الإنجليزية)